# Champis
Champis ist eine französische Gemeinde mit 659 Einwohnern (Stand 1. Januar 2022) im Département Ardèche in der Region Auvergne-Rhône-Alpes. Ihre Bewohner werden Champinois(es) genannt.

## Geografie
Die Gemeinde Champis liegt im östlichen, grünen Teil des Départements Ardèche auf dem Plateau de Vernoux. Nachbargemeinden sind Saint-Sylvestre, Saint-Romain-de Lerps, Saint-Péray, Alboussière und Gilhoc-sur-Ormèze. Die nächstgrößere Stadt ist Guilherand-Granges in 11 Kilometern Entfernung Richtung Südosten, nach Valence sind es 20 Kilometer Luftlinie. Der Fluss Duzon durchquert das Gemeindegebiet.

## Geschichte
Champis war im 18. Jahrhundert Niederlassung der Lehnsherren des benachbarten Ortes Saint-Sylvestre. 1790 bekam das Dorf den Status einer eigenständigen Gemeinde.

### Bevölkerungsentwicklung
| Jahr                       | 1962 | 1968 | 1975 | 1982 | 1990 | 1999 | 2007 | 2016 |
| Einwohner                  | 551  | 488  | 420  | 332  | 407  | 442  | 558  | 619  |
| Quellen: Cassini und INSEE |      |      |      |      |      |      |      |      |

## Kultur und Sehenswürdigkeiten
Besonders sehenswert ist das mittelalterliche Dorf La-Bâtie-de-Crussol, das bekannt für seine kulinarischen Spezialitäten auf der Basis von Flusskrebsen ist, aber auch einen Rundweg megalithischer Gesteinsbrocken aufweist. Der größte Felsen la pierre branlante wiegt 70 Tonnen, zittert aber schon unter dem Gewicht eines ausgewachsenen Menschen. Der Ort beheimatet außerdem einen Tempel aus dem Jahre 1819, sowie ein feudales Schloss, das von den gleichnamigen Grundbesitzern Crussol errichtet worden ist. 
In Champis selbst stehen das Château d’Antoulin und das Château de Roubiac. Im Weiler Garnier ist die Dorfkirche aus dem 19. Jahrhundert erbaut worden.